# 트랜스아틀랜틱
트랜스아틀랜틱(영어: Transatlantic)은 미국의 프로그레시브 메탈 밴드이자 슈퍼그룹에 속하기도 한다.

## 개요
페이츠 워닝의 기타 리스트인 짐 마테오스를 영입을 시도 했으나 영입이 무산이 되면서 드림 시어터에 속해있던 마이크 포트노이와 더 플라워킹의 로인 스톨트가 참여하게 되었고 이후 마릴리온의 멤버인 피트 트리웨바스도 영입이 되었다. 당초 이 밴드는 세컨트 네이처(영어: Second Nature)로 제안을 했지만 이후 현재의 밴드명으로 변경이 되었다. 2000년에 최초의 앨범인 SMPT:e를 발표한데 이어 2001년에 최초의 영상 앨범인 Live In America를 발매했다. 같은 해 두 앨범인 Bridge Across Forever를 발표하고 투어를 실시 했지만 2002년에 짐 모스의 탈퇴로 사실상 밴드 활동이 중단되었다. 이후 2009년에 재결성이 되면서 세 번째 앨범인 The Whirlwind를 발표했다.

## 음반

### 스튜디오 앨범
- SMPT:e - 2000년
- Bridge Across Forever - 2001년
- The Whirlwind - 2009년
- Kaleidoscope - 2014년

### 라이브 앨범
- Live In America - 2001년
- Live In Europe - 2003년
- Whirld Tour 2010: Live In London - 2010년
- More Never Is Enough - 2011년
- KaLIVEoscope - 2014년

### 기타 앨범
- Bridge Across Europe Tour 2001 - 2001년
- Transatlantic Demos by Neal Morse - 2003년
- SMPT:e - The Roine Stolt Mixes - 2003년

### 영상 작품
- Live In America - 2001년
- Building The Bridge - 2002년
- Live In Europe - 2003년
- The Official Bootleg DVD - 2010년
- More Never Is Enough - 2011년
- KaLIVEoscope - 2014년